# EX-325
La carretera EX-325 es de titularidad de la Junta de Extremadura. Su categoría es local. Su denominación oficial es   EX-325 , de   EX-110  a   EX-303  por Villar del Rey.